# Ayami Mutō
Ayami Mutō (武藤 彩未?, Mutō Ayami; Ibaraki, 29 aprile 1996) è una cantante, modella e idol giapponese.
Ha iniziato la carriera con il gruppo musicale Karen Girl's per poi entrare a far parte delle Sakura Gakuin nel 2010, prima di intraprendere la carriera da solista nel 2013.

## Biografia
Ayami Mutō nasce nella prefettura di Ibaraki il 29 aprile 1996. Suo padre, Yoshinori, è un allevatore ed ex allenatore di cavalli professionista. Cresce con il mito di Seiko Matsuda, artista che influenzerà in maniera importante la sua carriera musicale.
Dopo aver firmato un contratto con l'agenzia di talenti Amuse, nel 2004 intraprende la carriera di modella per riviste di moda infantile, apparendo inoltre in numerosi spot pubblicitari. Nel 2008 entra a far parte delle neonate Karen Girl's, insieme a Suzuka Nakamoto e Yuika Shima. Con il gruppo pubblica due singoli e un album, cantando diversi brani utilizzati per la colonna sonora dell'anime Zettai karen children. Nel 2009, con la fine della serie televisiva, anche il gruppo viene sciolto. Contestualmente intraprende una breve carriera di attrice ottenendo delle piccole parti in due dorama tra il 2008 e il 2009.
Nel 2010 diviene la leader delle Sakura Gakuin, altro gruppo idol formato dalla Amuse, dove ritrova Suzuka Nakamoto. Viene scelta altresì per formare la prima sub-unit del gruppo, le Twinklestars, con le quali pubblica due singoli. Nel 2012 ottiene il diploma di scuola media inferiore, lasciando di conseguenza le Sakura Gakuin, in quanto la politica del gruppo prevede che vi facciano parte esclusivamente componenti che frequentino le scuole elementari o le medie. Con il gruppo pubblica un totale di tre singoli e due album.
Nel 2013 intraprende la carriera da solista pubblicando un album di cover dal titolo DNA1980, dove reinterpreta brani degli anni ottanta di artiste quali Seiko Matsuda, Hidemi Ishikawa, Kyōko Koizumi o Naoko Kawai. Nel 2014 esce il suo primo album di inediti, Eien to shunkan, che debutta alla posizione numero 16 della classifica settimanale della Oricon. L'anno successivo è invece la volta dell'album I-Pop.
Nel dicembre 2015 si allontana dal mondo dello spettacolo per intraprendere un corso di studi all'estero, e nel maggio 2016 decide di non rinnovare il contratto che la legava alla Amuse. Ritorna sulle scene alla fine del 2018, con un concerto in chiave acustica tenutosi a Tokyo il 1º dicembre.

## Discografia

### Solista
- 2013 - DNA1980
- 2014 - Eien to shunkan
- 2015 - I-pop

### Con le Karen Girl's
- 2009 - Fly to the Future

### Con le Sakura Gakuin
- 2011 - Sakura Gakuin 2010nendo: Message
- 2012 - Sakura Gakuin 2011nendo: Friends

## Filmografia
- Watashi ga kodomo datta koro (わたしが子どもだったころ?), episodio 18 (NHK, 2008)
- Ikemen soba-ya tantei: ii n'da ze! (イケ麺そば屋探偵〜いいんだぜ!〜?) (NTV, 2009)